# Chiesa di San Martino (Zvoleněves)
La chiesa di San Martino (in ceco Kostel svatého Martina) è il luogo di culto cattolico che si trova a Zvoleněves, comune del Distretto di Kladno, nella Boemia Centrale, Repubblica Ceca. Si tratta di una chiesa privata a lungo appartenuta all'arcidiocesi di Praga e che insieme al castello forma un tutt'uno dal punto di vista storico, architettonico e urbanistico. Risale al XIV secolo ed è considerata monumento culturale nazionale.

## Storia

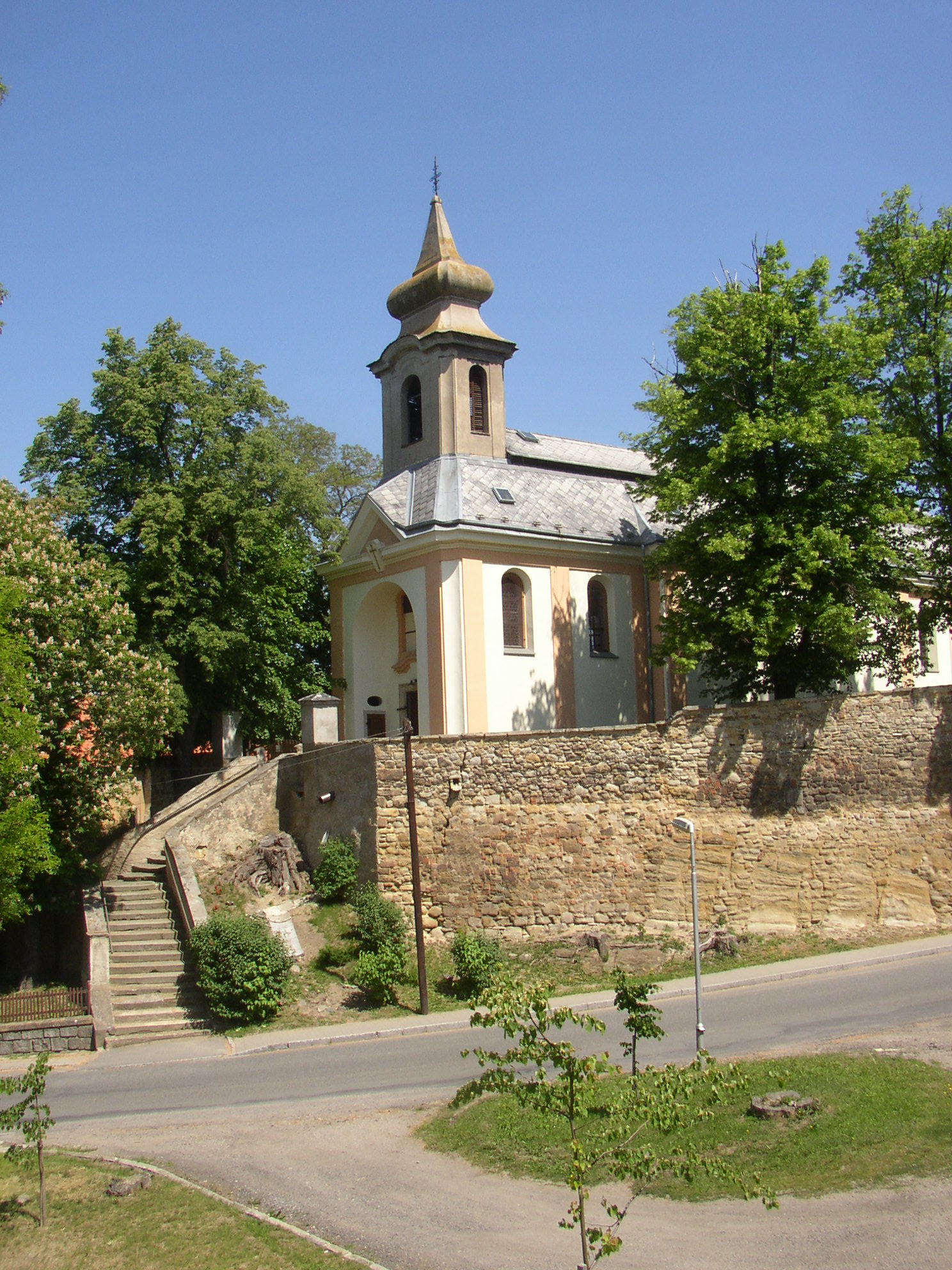
Visione d'insieme della chiesa, con muro di cinta, scala di accesso, facciata e lato destro. La struttura è completata dalla tozza torre campanaria

La prima menzione della località di Zvoleněvs risale al 1318. A quel tempo il villaggio apparteneva probabilmente a Vladyka Zvolen, da cui presumibilmente deriva anche il nome. Nel 1352 sopra il castello fu costruita la chiesa gotica con dedicazione a Martino di Tours. La chiesa per secoli non venne modificata ma subì danni importanti durante la guerra dei trent'anni. Nel 1677 e poi nel 1745 la chiesa fu ricostruita in stile barocco. Il presbiterio ha conservato la sua forma gotica. All'inizio del XXI secolo la chiesa è stata oggetto di ricostruzione, la facciata restaurata e le finestre sostituite.

## Descrizione

### Esterni
La chiesa si trova in posizione elevata nell'abitato, accanto al castello nel comune di Zvoleněves, Boemia Centrale in Repubblica Ceca. Si trova vicino al cimitero della comunità. Col castello forma un complesso unico e, dal 1999, la chiesa di sera è illuminata. Alla facciata si accede attraverso una ripida scala divisa in tre parti e il portale di accesso, sormontato in asse da una grande finestra che porta luce alla sala, è racchiuso in una grande arcata a tutto sesto. La torre campanaria è posta sul colmo della copertura in posizione anteriore. Il muro di recinzione del luogo di culto è aperto da due cancelli, uno posto sull'asse della facciata occidentale e uno posto lateralmente nell'angolo a sud est. Sul lato nord della chiesa parte un corridoio coperto che collega la chiesa al castello dalla sagrestia. La copertura del tetto è mansardata.

### Interni
La navata interna è unica con presbiterio a base poligonale rettangolare. La sagrestia si trova sul lato nord. La luce nella sala è portata dalla grande finestra in facciata e dalle finestre laterali rettangolari, mentre nel presbiterio le vetrate sono semicircolari. Il presbiterio ha volta a crociera costolonata, la navata ha il soffitto piano e la sagrestia ha volta a botte. L'altare maggiore è barocco e risale alla fine del XVII secolo mentre il pulpito e il fonte battesimale sono rococò.

### Monumento nazionale culturale della Repubblica Ceca
La tutela dei monumenti della Repubblica Ceca considera la chiesa di San Martino di Zvoleněves un monumento culturale nazionale tutelato col numero di catalogo 1000135212. Oggetto di tutela sono la chiesa col terreno ad essa appartenente, il muro di recinzione e la scalinata.